# Cumaná
Cumaná est une ville du Venezuela, capitale de l'État de Sucre et chef-lieu de la municipalité de Sucre. Elle est située à l'entrée du golfe de Cariaco (es), sur la mer des Caraïbes, près de l'embouchure du río Manzanares, à environ 400 km de l'est de Caracas, soit presque 7 h en voiture. En 2013, sa population est estimée à 480 928 habitants.

## Plages
À l'Ouest du littoral de Cumaná, et pendant 7 kilomètres, nous trouvons l'une des meilleures plages orientales du pays. Les plus connues étant les plages de San Luis, Los Uveros et Los Bordones. Du côté Est du littoral, nous trouvons les plages d'El Monumento et El Peñón, sans oublier toute la galerie de plages tout au long de la côte.

## Transports
Cumaná possède un aéroport (code AITA : CUM).

## Personnalités
- Antonio José de Sucre (1795-1830), homme politique, né à Cumaná, est l'une des figures principales de l'indépendance du Venezuela. Il a été président de la Bolivie, ainsi que gouverneur du Pérou. Sa carrière militaire a été marquée par la partition de la "Gran Colombia".
- José Antonio Ramos Sucre (1890-1930), poète et auteur de plusieurs ouvrages comme : Trizas de papel (1921) ; Sobre las huellas de Humboldt (1923) ou El cielo de esmalte (1929.
- Adrés Eloy Blanco (1897-1955), Avocat, écrivant, humoriste, poète et homme politique.